# Kostel Všech svatých (Lutová)
Kostel Všech svatých v Lutové je filiální kostel římskokatolické farnosti Chlum u Třeboně a kulturní památka České republiky. Součástí této kulturní památky je přilehlý starý zrušený hřbitov (obehnaný zdí s brankou), nový hřbitov (též obehnaný zdí), márnice a kříž. Kulturní památka má název „Kostel Všech svatých se hřbitovem“.
Kostel by původně postaven v gotickém slohu. První písemná zmínka o tomto kostele pochází z roku 1359. V 1. polovině 17. století proběhla přestavba, při které ze staré stavby zůstala zachována sakristie, která má dvě pole křížové klenby. Loď kostela i presbytář mají strop též klenutý (valená klenba s lunetami). Kruchta je podepřena dvěma pilíři, které nesou křížovou klenbu. Sanktuář v presbytáři je gotický. Věž byla přistavěna v roce 1875. Vnitřní zařízení kostela je barokní.
Na hřbitově jsou kamenné sloupky ze zrušené křížové cesty.

## Galerie

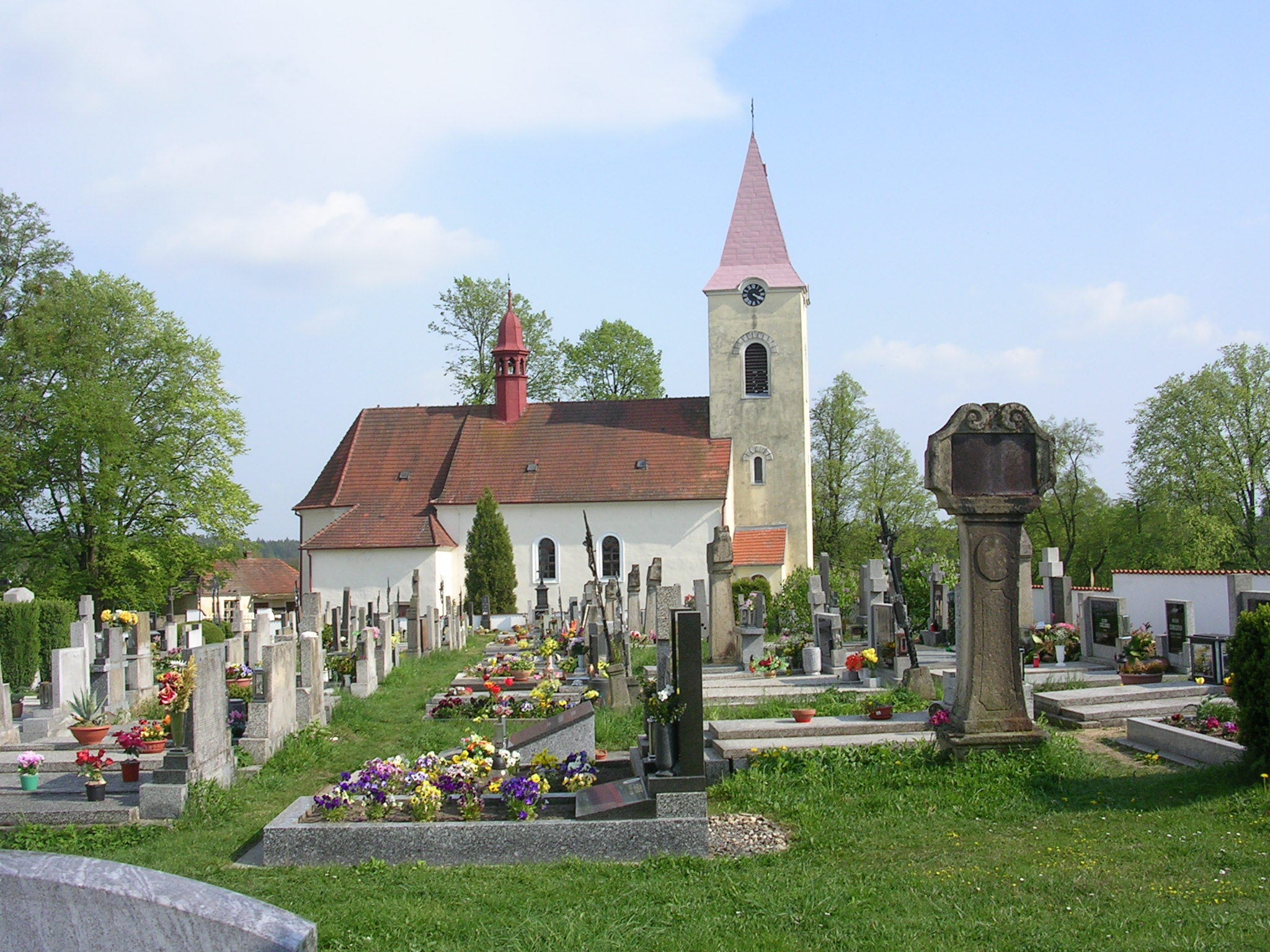
Kostel a hřbitov
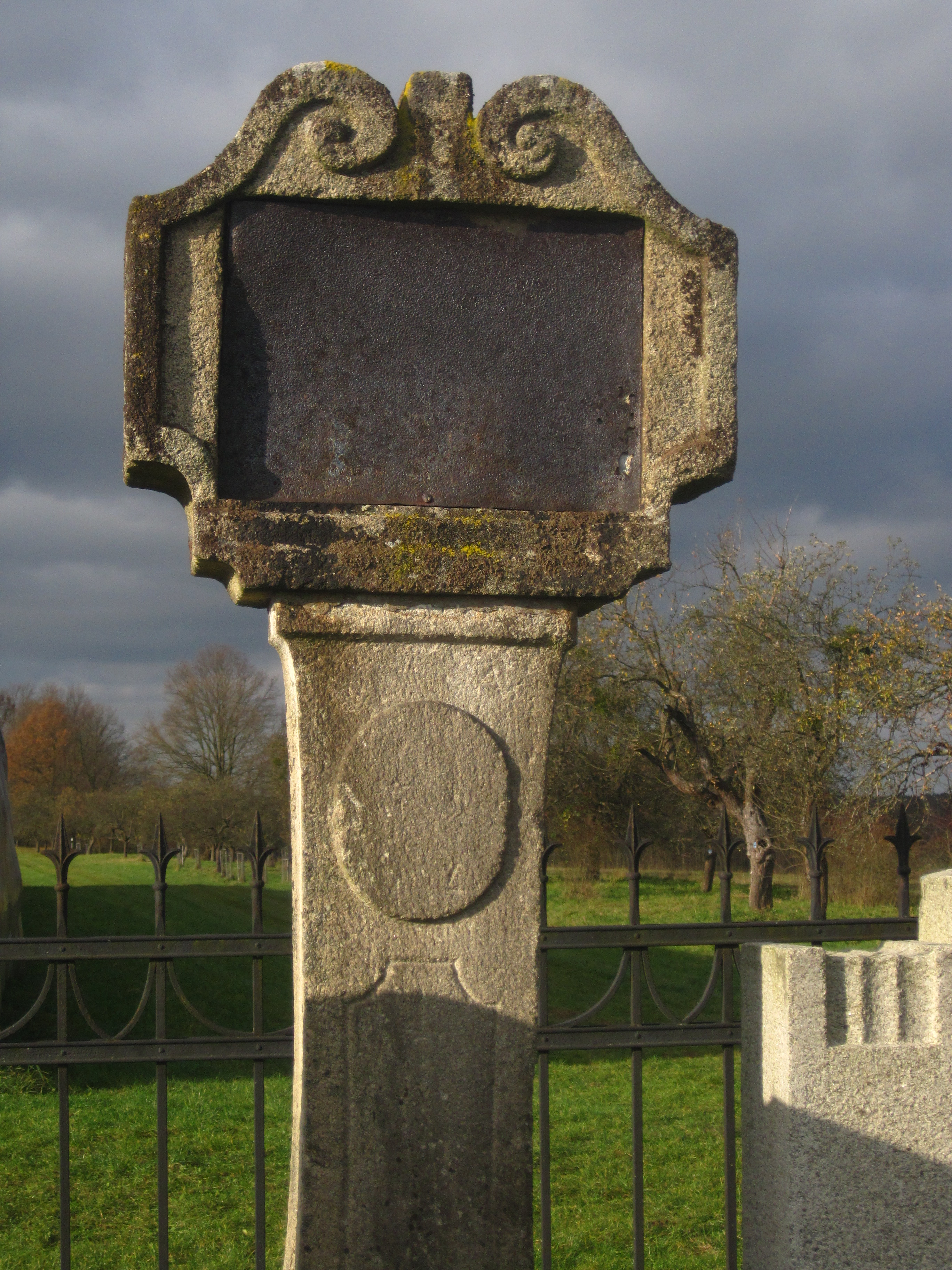
Jeden ze sloupků zrušené křížoové cesty